# Ашен (Мозел)
Ашен (фр. Achain) насеље је и општина у североисточној Француској у региону Лорена, у департману Мозел која припада префектури Шато Сален.
По подацима из 2011. године у општини је живело 82 становника, а густина насељености је износила 17,12 становника/km². Општина се простире на површини од 4,79 km². Налази се на средњој надморској висини од 200 метара (максималној 330 m, а минималној 227 m).

## Демографија
| 1962. | 1968. | 1975. | 1982. | 1990. | 1999. | 2011. |
| ----- | ----- | ----- | ----- | ----- | ----- | ----- |
| 76    | 97    | 89    | 79    | 95    | 95    | 82    |

График промене броја становника у току последњих година